# 東生田
東生田（ひがしいくた）は、神奈川県川崎市多摩区の地名。現行行政地名は東生田1丁目から東生田4丁目。住居表示実施済区域。

## 地理
多摩区の南東部に位置し、西に枡形、北に登戸、東に長尾、南東に宮前区平、南に宮前区初山と接している。

### 地価
住宅地の地価は、2024年（令和6年）7月1日の神奈川県地価調査によれば、東生田3-1-33の地点で16万6000円/m²となっている。

## 歴史

### 沿革
- 1980年（昭和55年）11月4日 - 住居表示の実施に伴い、生田の一部を分離し、東生田1丁目から東生田4丁目を新設[5][7]。

## 世帯数と人口
2025年（令和7年）6月30日現在（川崎市発表）の世帯数と人口は以下の通りである。
| 丁目        | 世帯数    | 人口    |
| ----------- | --------- | ------- |
| 東生田1丁目 | 1,651世帯 | 2,484人 |
| 東生田2丁目 | 642世帯   | 988人   |
| 東生田3丁目 | 319世帯   | 678人   |
| 東生田4丁目 | 471世帯   | 1,069人 |
| 計          | 3,083世帯 | 5,219人 |

### 人口の変遷
国勢調査による人口の推移。
| 年                 | 人口  |
| ------------------ | ----- |
| 1995年（平成7年）  | 5,304 |
| 2000年（平成12年） | 5,473 |
| 2005年（平成17年） | 5,578 |
| 2010年（平成22年） | 5,718 |
| 2015年（平成27年） | 5,280 |
| 2020年（令和2年）  | 5,497 |

### 世帯数の変遷
国勢調査による世帯数の推移。
| 年                 | 世帯数 |
| ------------------ | ------ |
| 1995年（平成7年）  | 2,448  |
| 2000年（平成12年） | 2,687  |
| 2005年（平成17年） | 2,828  |
| 2010年（平成22年） | 2,962  |
| 2015年（平成27年） | 2,844  |
| 2020年（令和2年）  | 3,061  |

## 学区
市立小・中学校に通う場合、学区は以下の通りとなる（2022年3月時点）。
| 丁目        | 番・番地等 | 小学校               | 中学校             |
| ----------- | ---------- | -------------------- | ------------------ |
| 東生田1丁目 | 全域       | 川崎市立東生田小学校 | 川崎市立生田中学校 |
| 東生田2丁目 | 全域       | 川崎市立東生田小学校 | 川崎市立生田中学校 |
| 東生田3丁目 | 全域       | 川崎市立向丘小学校   | 川崎市立平中学校   |
| 東生田4丁目 | 全域       | 川崎市立向丘小学校   | 川崎市立平中学校   |

## 事業所
2021年（令和3年）現在の経済センサス調査による事業所数と従業員数は以下の通りである。
| 丁目        | 事業所数 | 従業員数 |
| ----------- | -------- | -------- |
| 東生田1丁目 | 45事業所 | 318人    |
| 東生田2丁目 | 16事業所 | 59人     |
| 東生田3丁目 | 7事業所  | 17人     |
| 東生田4丁目 | 24事業所 | 87人     |
| 計          | 92事業所 | 481人    |

### 事業者数の変遷
経済センサスによる事業所数の推移。
| 年                 | 事業者数 |
| ------------------ | -------- |
| 2016年（平成28年） | 87       |
| 2021年（令和3年）  | 92       |

### 従業員数の変遷
経済センサスによる従業員数の推移。
| 年                 | 従業員数 |
| ------------------ | -------- |
| 2016年（平成28年） | 412      |
| 2021年（令和3年）  | 481      |

## 施設
- 生田緑地
- 安立寺
- 長森稲荷社

## その他

### 日本郵便
- 郵便番号 : 214-0031[3]（集配局 : 登戸郵便局[18]）

### 警察
町内の警察の管轄区域は以下の通りである。
| 町丁        | 番・番地等 | 警察署     | 交番・駐在所       |
| ----------- | ---------- | ---------- | ------------------ |
| 東生田1丁目 | 全域       | 多摩警察署 | 向ヶ丘遊園駅前交番 |
| 東生田2丁目 | 全域       | 多摩警察署 | 向ヶ丘遊園駅前交番 |
| 東生田3丁目 | 全域       | 多摩警察署 | 向ヶ丘遊園駅前交番 |
| 東生田4丁目 | 全域       | 多摩警察署 | 向ヶ丘遊園駅前交番 |